# Amapola
Amapola (pol. Mak polny) – piosenka skomponowana około 1924 roku przez Josepha Lacalle’a.

## Historia nagrań
W 1927 roku instrumentalną wersję utworu nagrała International Novelty Orchestra, a w 1935 – Lecuona Cuban Boys.
W 1939 roku utwór (z tekstem hiszpańskim) spopularyzowała Deanna Durbin w filmie Pierwsza miłość. Również ona nagrała go (pod tytułem „Amapola (Pretty Little Poppy)”) w 1940 roku z towarzyszeniem Charles Previn And His Orchestra. W marcu 1940 roku piosenkę (z tekstem Einara Westlinga) nagrała szwedzka piosenkarka Margreth Måård.
Tekst angielski napisał na początku lat 40. Albert Gamse. W 1941 roku piosenkę z tym tekstem, zatytułowaną „Amapola (Pretty Little Poppy)” nagrał ze swoją orkiestrą i wokalistami: Helen O’Connell i Bobem Eberly Jimmy Dorsey. Nagranie wkrótce sprzedano w liczbie 1 miliona egzemplarzy, a według tygodnika Billboard było ono przez 10 tygodni największym przebojem w Stanach Zjednoczonych, dzięki czemu stało się jednym z 50 największych przebojów epoki przed nastaniem rock and rolla. Poza tym przez 6 tygodni zajmowało pierwsze miejsce na liście Your Hit Parade.
Począwszy od 1941 roku nagrano blisko 400 wersji utworu, w tym w wykonaniu takich artystów jak: Benny Goodman (z wokalizą Helen Forrest, 1941), Alfredo Kraus (1959), Bing Crosby (1962), The Spotnicks (1963), Roberto Carlos, Los Indios Tabajaras (1964), Caterina Valente, Luis Mariano (1965), The Dave Brubeck Trio, James Last, Gigliola Cinquetti (1968), Stéphane Grappelli (1969), Plácido Domingo (1979), José Carreras (1980), Fausto Papetti, Nini Rosso, Gheorghe Zamfir (1984), Paul Mauriat (1985), Nana Mouskouri (1986), Giuseppe Di Stefano (1988), Chór Aleksandrowa, Bruno Lauzi (2005) i Andrea Bocelli (2006). W Polsce swoją wersję nagrał Zbigniew Rawicz.
Instrumentalna wersja piosenki pojawiła się w kilku wersjach na ścieżce dźwiękowej filmu Dawno temu w Ameryce z 1984 roku w reżyserii Sergia Leone.